# Chrysoclista zagulajevi
Chrysoclista zagulajevi ist ein Schmetterling (Nachtfalter) aus der Familie der Grasminiermotten (Elachistidae).

## Merkmale
Die Falter erreichen eine Flügelspannweite von 10 Millimeter. Die Vorderflügelzeichnung ähnelt der von Chrysoclista lathamella, die orange Grundfärbung der Vorderflügel ist aber in zwei fast gleich große Flecke geteilt. Ein schmaler oranger Subcostalstrich befindet sich an der Flügelbasis. 
Die Genitalarmatur der Männchen ähnelt der von Chrysoclista abchasica, unterscheidet sich aber durch den flacheren Apex der Valven und die schlankeren Anellus-Lappen.
Die Genitalarmatur der Weibchen ist bisher unbeschrieben.

## Verbreitung
Chrysoclista zagulajevi kommt in Georgien in der autonomen Republik Adscharien (Transkaukasien) vor.

## Biologie
Über die Biologie der Art ist bisher nichts bekannt. Der Holotyp wurde Mitte Juli gefangen.